# Stand Up (minialbum Big Bangu)
Stand Up – minialbum południowokoreańskiej grupy Big Bang, wydany 8 sierpnia 2008 roku przez YG Entertainment. Album był promowany przez singel Haru Haru, który znalazł się na szczycie kilku koreańskich rankingów. Album sprzedał się w ilości 143 028 egzemplarzy (stan na wrzesień 2008 r.).

## Lista utworów
| Nr | Tytuł                                                     | Słowa    | Kompozycja             | Aranżacja    | Czas |
| -- | --------------------------------------------------------- | -------- | ---------------------- | ------------ | ---- |
| 1. | „Intro (Stand Up)”                                        | G-Dragon | G-Dragon, Teddy, Kush  | Teddy, Kush  | 1:35 |
| 2. | „Haru Haru” (kor. 하루하루(Haru Haru))                    | G-Dragon | G-Dragon, Daishi Dance | Daishi Dance | 4:15 |
| 3. | „Cheonguk (Heaven)” (kor. 천국(Heaven))                   | G-Dragon | G-Dragon, Daishi Dance | Daishi Dance | 4:06 |
| 4. | „Chaghan Salam (A Good Man)” (kor. 착한 사람(A Good Man)) | T.O.P    | T.O.P, Kush            | Kush         | 3:23 |
| 5. | „Lady”                                                    | G-Dragon | G-Dragon, Teddy        | Teddy        | 3:19 |
| 6. | „Oh My Friend” (feat. No Brain)                           | G-Dragon | G-Dragon, No Brain     | No Brain     | 3:31 |

## Notowania
| Lista                                   | Najwyższa pozycja |
| --------------------------------------- | ----------------- |
| Recording Industry Association of Korea | 2 (Monthly Chart) |